# 심비안 재단
심비안 재단(Symbian Foundation)은 심비안 OS 기반의 휴대 전화용 운영 체제 심비안 플랫폼을 관리했던 비영리 단체이다. 한때 심비안이 소유하고 라이선스하였던 단체이다. 심비안 재단은 플랫폼을 직접 개발한 적은 없지만 이를 전파하고 조화시키고 호환성을 보증하였다. 심비안 소스 코드를 수집하고 만들고 배포하는 등 멤버와 커뮤니티에 주요 서비스를 제공하였다. 2009년부터 2010년의 운영 기간 동안 다음을 제공하였다.
- 플랫폼 개발 키트 및 도구
- 문서 및 예제 코드
- 인터넷 포럼 및 메일링 리스트
- 응용 프로그램 서명 (Symbian Signed)[1]
- 응용 프로그램 배포 (Symbian Horizon)[2]
- 아이디어 수집 및 피드백 (Symbian Ideas)[3]
- 연간 콘퍼런스 (Symbian Exchange and Exposition, 간단히 SEE)

이 재단은 노키아, 소니 에릭슨, NTT 도코모, 모토로라, 텍사스 인스트루먼츠, 보다폰, LG전자, 삼성전자, ST마이크로일렉트로닉스, AT&T가 설립하였다. 장치 전략의 변화로 인해 LG와 모토로라는 이 재단이 설립되자마자 떠났다. 이들은 나중에 후지쯔와 퀄컴 이노베이션 센터로 대체되었다.